# Agonoxeninae
Los agonoxeninos (Agonoxeninae) son una subfamilia de lepidópteros ditrisios de la superfamilia Gelechioidea. Anteriormente se la incluía en la familia Cosmopterigidae.

## Géneros
| - Aeronectris - Aetia - Agonoxena - Ambonostola - Aphthonetus - Asymphorodes - Balionebris - Blastodacna - Chaetocampa - Chrysoclista - Cladobrostis - Diacholotis - Dystebenna | - Glaucacna - Glaucagna - Glyphipteryx - Haemolytis - Haplochrois - Heinemannia - Helcanthica - Homoeoprepes - Microcolona - Nanodacna - Nicanthes - Palaeomystella - Palaeomystis - Pammeces | - Panclintis - Parametriotes - Platybathra - Prochola - Proterocosma - Psammeces - Sinitinea - Spuleria - Syntetrernis - Tebenna - Tetanocentria - Tocasta - Zaratha |